# Regno di Boina
Il Regno di Boina o Iboina fu un regno malgascio fondato intorno al 1690 e annesso al Regno del Madagascar nel 1840. Era centrato nell'area della Baia di Boina nel Madagascar nordoccidentale, e la sua città principale era Majunga (oggi Mahajanga). Nato come sottoregno del Regno di Menabe e fondato da Andriamandisoarivo, discendente diseredato della famiglia reale di Menabe, il Regno di Boina divenne uno dei due regni principali del popolo Sakalava. Il Regno di Boina intrattenne diversi rapporti politici e commerciali con gli insediamenti portoghesi in Mozambico.

## Elenco di Re e Regine Boina
- 1690-1720 Andriamandisoarivo
- 1720-1730 Andrianamboniarivo
- 1730-1760 Andriamahatindriarivo
- 1760-1767 Andrianahilitsy
- 1767-1770 Andrianiveniarivo
- 1770-1771 Andrianihoatra
- 1771-1777 Andrianikeniarivo
- 1777-1778 Andrianaginarivo
- 1778 Tombola
- 1778-1808 Ravahiny
- 1808-1822 Tsimalomo
- 1822-1832 Andriantsoly
- 1828-1836 Oantitsy
- 1836-1840 Tsiomeko